# ナミビアの国旗
ナミビアの国旗は、1990年3月21日の独立時に制定された旗である。色は主に政党南西アフリカ人民機構（SWAPO）の旗から採用された。青・赤・緑の三色はこの国の主要な民族であるオバンボ族の伝統色である。

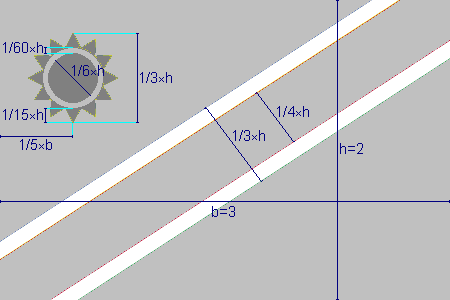
旗のデザイン

南西アフリカ人民機構の党旗
大統領旗
警察旗

## 歴史的な旗

?ドイツ領南西アフリカの旗（1884年から1915年まで）
?ドイツ領南西アフリカの旗（1914年傾）
提案されたドイツ領南西アフリカの旗（1914年傾）
?南アフリカ統治時代の南西アフリカの旗（1914年から1928年まで）:南アフリカ連邦旗と同じ
?南アフリカ統治時代の南西アフリカの旗（1928年から1990年まで）:南アフリカ連邦およびその後の南アフリカ共和国と同じ